# Alfred Isaac

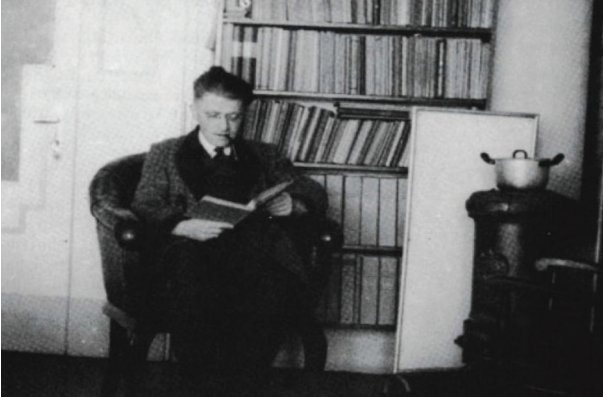
Alfred Isaac liest in seinem Haus in Kadıköy ein Buch.

Alfred Isaac (geboren 12. Juli 1888 in Köln; gestorben 9. Juni 1956 in Nürnberg) war ein deutscher Wirtschaftswissenschaftler.

## Leben
Isaac stammte aus einer alten jüdischen Familie in Köln. Er habilitierte sich im Jahr 1926 an der Universität Frankfurt am Main bei Fritz Schmidt (Betriebswirt). Ein Jahr später kam er als außerordentlicher Professor an die Hochschule für Wirtschafts- und Sozialwissenschaften Nürnberg und wurde dort im Jahr 1928 ordentlicher Professor als zweiter jüdischer Ordinarius für Betriebswirtschaftslehre in Deutschland überhaupt. Nach einer Beurlaubung 1933 musste er zum 1. Juni 1934 endgültig aus rassistischen Gründen die Hochschule verlassen, obwohl er Frontsoldat gewesen war. 1937 emigrierte er mit offizieller Genehmigung durch die deutschen Behörden in die Türkei und erhielt dort den einzigen Lehrstuhl für Betriebswirtschaft an der Universität Istanbul. Er wirkte auch als Regierungsberater. 1950 wurde er zunächst als Honorarprofessor an die Universität Göttingen berufen, ab 1952 wirkte er wieder in Nürnberg bis zum Tod am 9. Juni 1956.
Er war Mitherausgeber der Zeitschrift für Betriebswirtschaft.
Nach ihm ist eine Straße im Nürnberger Stadtteil Herpersdorf benannt.

## Schriften
- Die Entwicklung der wissenschaftlichen Betriebswirtschaftslehre in Deutschland seit 1898. Industrieverl. Spaeth & Linde, Berlin 1923.
- Der Industriebetrieb. Gloeckner, Leipzig 1930.
- Die Betriebswirtschaftslehre in der Türkei. In: Zeitschrift für handelswissenschaftliche Forschung. Bd. 1, 1949, S. 125–133.
- Praktische Anwendungen der Finanzmathematik. Girardet, Essen 1954.
- Alte und neue Aufgaben der Betriebswirtschaftslehre. In: Betriebswirtschaftliche Forschung und Praxis, Bd. 3, 1951, S. 710–724.